# Sainte-Foy-lès-Lyon
Sainte-Foy-lès-Lyon è un comune francese di 21 707 abitanti situato nella metropoli di Lione della regione Alvernia-Rodano-Alpi.
Il comune, come dice il nome, è vicino e confina con la città di Lione.

## Società

### Evoluzione demografica
Abitanti censiti

## Amministrazione

### Gemellaggi
- Limburg (Lahn), Germania
- Lichfield, Regno Unito